# Aage Fønss
Aage Fønss (Aarhus, 12 dicembre 1887 – Copenaghen, 30 settembre 1976) è stato un cantante lirico e attore cinematografico danese che, al cinema, iniziò la sua carriera, durata quasi sessant'anni, all'epoca del muto.
Era il più giovane di tre fratelli Fønss, tutti quanti cantanti. Fu sposato con l'attrice Gudrun Carlsson.
Iniziò a lavorare nel cinema nel 1910 per la Fotorama, casa di produzione danese per la quale girò otto film. Nel 1912, passò per qualche anno alla Nordisk Film alla quale, dopo una pausa, ritornò nel 1919. Nel 1916, lavorò anche a Berlino per la Deutsche Bioscop. 
Di aspetto distinto, nobile e maestoso, era perfetto per interpretare ruoli di professore, direttore, avvocato, presidente. Ma non era rigido e, quando la parte lo richiedeva, poteva passare disinvoltamente ai toni da commedia. Il suo stile recitativo era piuttosto vecchio stile, un po' antiquato e, diventando anziano, gli vennero assegnate parti sempre meno importanti. 

## Filmografia
- Elverhøj, regia di Gunnar Helsengreen - cortometraggio (1910)
- En Helt fra 64, regia di Gunnar Helsengreen - cortometraggio (1910)
- Valdemar Sejr, regia di Gunnar Helsengreen - cortometraggio (1910)
- Greven af Luxemburg, regia di Gunnar Helsengreen - cortometraggio (1910)
- I Bondefangerkløer, regia di Johannes Pedersen - cortometraggio (1910)
- Kapergasten, regia di Alfred Cohn - cortometraggio (1910)
- Ansigttyven I, regia di Gunnar Helsengreen (1910)
- Ansigttyven II, regia di Gunnar Helsengreen (1910)
- Ambrosius, regia di Gunnar Helsengreen (1910)
- Provinskomtessen - cortometraggio (1910)
- Kærlighed og venskab, regia di Eduard Schnedler-Sørensen - cortometraggio (1912)
- Holger Danske, regia di Eduard Schnedler-Sørensen - cortometraggio (1913)
- Gæstespillet, regia di Eduard Schnedler-Sørensen - cortometraggio (1913)
- Chatollets Hemmelighed, regia di Hjalmar Davidsen (1913)
- Broder mod Broder, regia di Robert Dinesen - cortometraggio (1913)
- Der Pfad der Sünde, regia di Robert Reinert (1915)
- Das Haus der Leidenschaften, regia di Robert Reinert (1916)
- Grevindens ære, regia di August Blom (1919)
- Kærlighedsvalsen, regia di A.W. Sandberg (1920)
- Via Crucis, regia di August Blom (1920)
- Vor fælles Ven, regia di A.W. Sandberg (1921)
- Frie fugle, regia di Emanuel Gregers (1922)
- Madsalune, regia di Emanuel Gregers (1923)
- En nat i København, regia di Eduard Schnedler-Sørensen (1923)
- Paa slaget 12, regia di A.W. Sandberg (1923)
- Den sidste dans, regia di A.W. Sandberg (1923)
- En kæreste for meget, regia di Johannes Meyer (1924)
- Min ven privatdetektiven, regia di A.W. Sandberg (1924)
- Panserbasse, regia di Lau Lauritzen e Alice O'Fredericks (1936)
- Mille, Marie og mig, regia di Emanuel Gregers (1937)
- Balletten danser, regia di Svend Gade (1938)
- Komtessen paa Steenholt, regia di Emanuel Gregers (1939)
- En pige med pep, regia di Emanuel Gregers (1940)
- En mand af betydning, regia di Emanuel Gregers (1941)
- Peter Andersen, regia di Svend Methling (1941)
- Forellen, regia di Emanuel Gregers (1942)
- Besættelse, regia di Bodil Ipsen (1944)
- To som elsker hinanden, regia di Charles Tharnæs (1944)
- Oktoberroser, regia di Charles Tharnæs (1946)
- Kampen mod uretten, regia di Ole Palsbo (1949)
- For frihed og ret, regia di Svend Methling (1949)
- Thorkild Roose, regia di Torben Anton Svendsen (1949)
- Historien om Hjortholm, regia di Asbjørn Andersen, Poul Bang e Annelise Reenberg (1950)
- Café Paradis, regia di Bodil Ipsen, Lau Lauritzen (1950)
- Man burde ta' sig af det, regia di Ole Palsbo (1952)
- Harry og kammertjeneren, regia di Bent Christensen (1961)
- Paradis retur, regia di Gabriel Axel (1964)
- Det kære legetøj, regia di Gabriel Axel - documentario (1968)